# Upornaja
Upornaja (ros. Упорная) – stanica w Rosji, w Kraju Krasnodarskim, w rejonie łabińskim. W 2021 liczyła 2905 mieszkańców.